# Allison Tolman
Allison Cara Tolman, född 18 november 1981 i Houston i Texas, är en amerikansk skådespelare.
Tolman är bland annat känd för att ha spelat rollen som Molly Solverson i TV-serien Fargo (2014). För rollen nominerades hon till en Emmy Award i kategorin Bästa biroll i en miniserie. Hon har även medverkat i avsnitt av Prison Break och The Mindy Project. 2021 spelade Tolman huvudrollen som Alma Fillcott i andra säsongen av Why Women Kill.

## Filmografi i urval
- 2014 – The Mindy Project (TV-serie)
- 2014 – Fargo (TV-serie)
- 2018 – Good Girls (TV-serie)
- 2018 – Brooklyn Nine-Nine (TV-serie)
- 2024 – St. Denis Medical (TV-serie)